# Tropocyclops chinei
Tropocyclops chinei – gatunek widłonoga z rodziny Cyclopidae. Nazwa naukowa tego gatunku skorupiaków została opublikowana w 1967 roku przez wietnamskiego zoologa Đặng Ngọc Thanha.